# Félice
Félice är en udde i Antarktis. Den ligger i Västantarktis. Argentina, Chile och Storbritannien gör anspråk på området.
Terrängen inåt land är bergig åt nordväst, men söderut är den kuperad. Havet är nära Félice åt sydost.  Trakten är glest befolkad. Närmaste befolkade plats är Gonzalez Videla Station, 19,9 kilometer sydost om Félice. 